# IF Product Design Award
L'iF Product Design Award è stato introdotto nel 1954 e viene annualmente conferito dal iF International Forum Design. Insieme con il Red Dot Design Award è il più importante premio internazionale di design di prodotto. Ogni anno attira più di 2.000 prodotti da circa 37 nazioni, che vengono giudicati da esperti di fama per individuare il sigillo di qualità eccezionale. I migliori in assoluto vengono premiati con un premio iF oro, noto come il "Design Oscar".

## Storia
L'iF Industrie Forum Design è attivo da più di 50 anni. È stato lanciato nel 1953 con la "Special Show for Well-Designed Industrial Goods" come parte della Fiera di Hannover, con lo scopo iniziale di evidenziare il Design tedesco. Il ruolo dell'istituto si è nel tempo evoluto fino a diventare un punto di mediazione tra design e industria a livello internazionale.

## Comunità
L'iF Design Industrial Forum è affiancato da altre organizzazioni professionali di design di tutto il mondo per sensibilizzare l'opinione pubblica in merito alla progettazione. Progettisti che sono membri della Industrial Designers Society of America (IDSA), Verband Deutscher Industrie e.V. Designer (VDID), e International Council of Societies of Industrial Design (ICSID), sono solo alcune delle comunità internazionali che partecipano alla competizione iF Product Design.

## Categorie
- Electronica di consumo / Telecomunicazioni
- Computers
- Office / Business
- Illuminazione
- Household / Residenziale
- Leisure / Lifestyle
- Industria / Edifici
- Medicina / Salute
- Public Design / Interior Design
- Trasporti
- Studi avanzati
- Packaging